# Baracktrema obamai
Baracktrema obamai er en ikteart, der findes i malaysiske sumpskildpadder. Arten blev opdaget i 2015 og blev også placeret i en ny slægt, Baracktrema. Den er beslægtet med blodikter idet de tilhører samme familie. Ikten er opkaldt efter USA's tidligere præsident Barack Obama. Den inficerer lungerne hos dens skildpaddevært. Baracktrema obamai er klassificeret som en parasitisk fladorm.
Organismen er ca. fem cm lang, og ca. 30-50 gange længere, end den er bred. Opdageren, Thomas R. Platt, der er en fjern slægtning til Barack Obama, karakteriserer organismen således: "Den er lang. Den er tynd. Den er cool som bare fanden", og han understreger parasittens "fænomenale modstandsdygtighed".